# Liste d'outils de jardinage

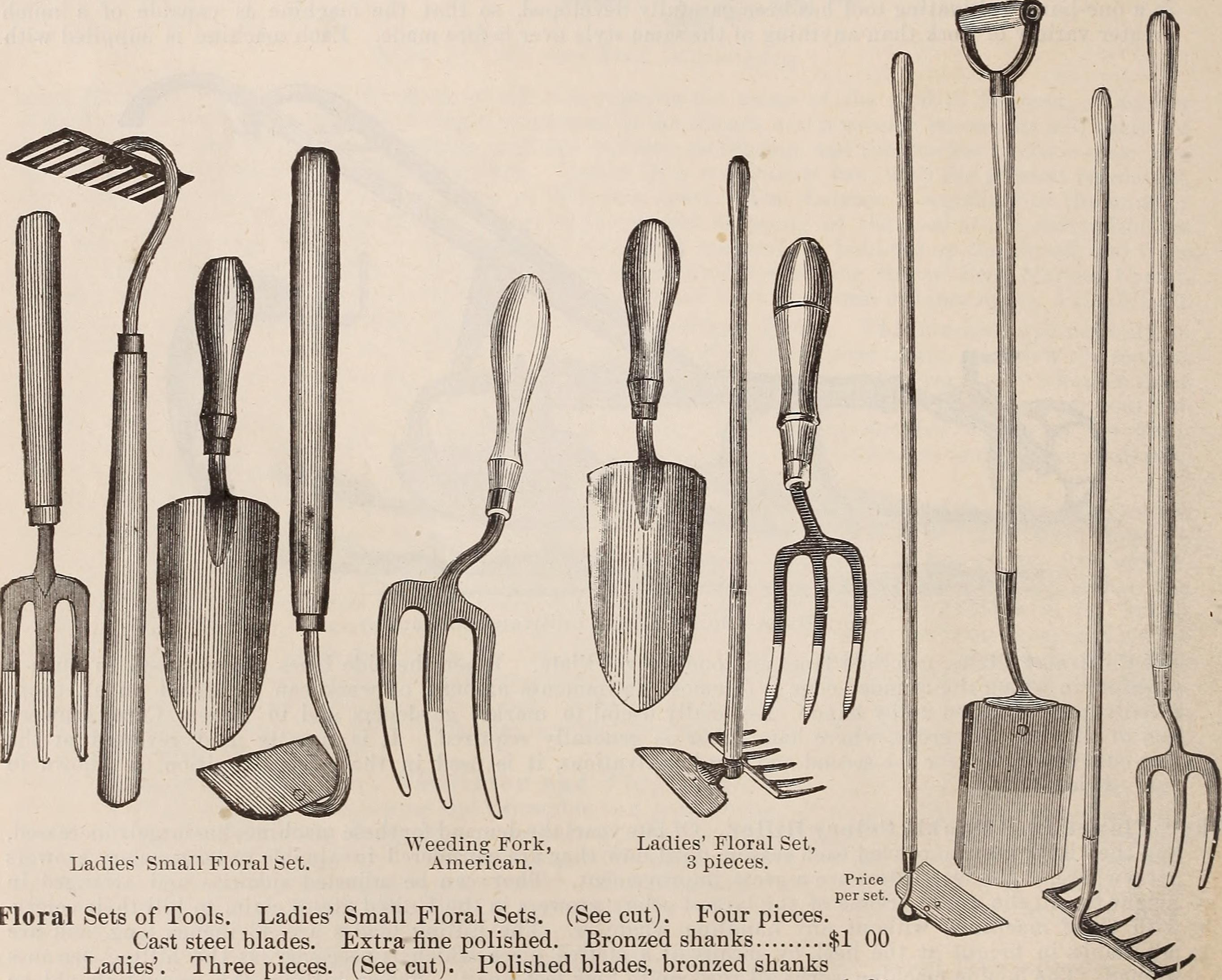
Représentation de plusieurs outils

La pratique du jardinage repose sur des savoir-faire et des outils. Utiliser le bon outil pour la bonne tâche.
On peut différencier les outils selon leur utilisation :
- instruments aratoires permettant le travail des sols avant plantation ou semis : 
  - les outils de la famille de la houe comme la serfouette, la binette ou la houe proprement dite,
  - les outils de la famille de la bêche comme la fourche-bêche, la grelinette ou la bêche proprement dite,
  - les outils motorisés comme le motoculteur ou la motobineuse.
- préparation et entretien des sols déjà plantés ou semés, par exemple : arrosoir.
- outils de fauche et de tonte comme la faux, la faucille ou la tondeuse à gazon,
- outils d'élagage et de coupe comme la tronçonneuse, la serpe, la hache, la scie, le sécateur ou le taille-haie.
- outils ayant vocation au transport de liquides ou de solides, par exemple : brouette, seau.
- outils pour la préparation ou le déplacement de substrats, par exemple : fourche, croc à fumier.

On peut aussi différencier les outils de jardinage selon qu'ils sont des outils utilisant une énergie humaine ou artificielle (électrique ou thermique notamment), par exemple : tronçonneuse par rapport à scie.
Voici une liste des outils de jardinage usuels.
- Arrosoir
- Aspirateur de feuilles
- Batte à semis
- Bêche
- Binette
- Butteur
- Brouette
- Broyeur de végétaux
- Cisaille
  - Cisaille à gazon
  - Cisaille à haie
- Cordeau
- Coupe-bordure
- Croc
- Croc à fumier
- Croc à pommes de terre
- Croissant (outil de jardinage)
- Couteau à désherber
- Débroussailleuse
- Désherbeur
- Échelle
- Escabeau
- Échenilloir
- Élagueuse
- Émondoir
- Faucille
- Faux
- Fourche
- Fourche bêche
- Fraïe
- Gants de jardinage
- Gouge à asperges
- Greffoir
- Grelinette
- Griffe de jardin
- Hori hori
- Houe
- Motobineuse
- Motoculteur
- Pelle
- Pioche
- Pistolet arroseur
- Plantoir
- Râteau
- Réciprocateur
- Rotogriffe
- Rouleau à bras
- Sarcloir
- Scarificateur
- Scie
  - Scie d'élagage
- Sécateur
- Semoir
  - Semoir à bras
  - Semoir à main
- Serfouette
- Serpe
- Serpette
- Seau
- Souffleur de feuilles
- Tabouret de jardinage
- Taille-haie
- Tondeuse à gazon
- Tracteur
- Transplantoir
- Tronçonneuse
- Tuyau d'arrosage